# Record micronesiani di atletica leggera
I record micronesiani di atletica leggera rappresentano le migliori prestazioni di atletica leggera stabilite dagli atleti di nazionalità micronesiana e ratificate dalla Federated States of Micronesia Athletic Association.

## Outdoor

### Maschili
| Evento                 | Record | Atleta                                            | Data            | Manifestazione          | Luogo                                      | Ref   |
| ---------------------- | --- | ------------------------------------------------- | --------------- | ----------------------- | ------------------------------------------ | ----- |
| 100 m                  | 10.83 | John Howard                                       | 25 luglio 2009  | GTFA Summer Series      | Tumon, Guam                                | [ 1 ] |
| 100 m                  | 10.7 (ht) | John Howard                                       | 1º agosto 2004  |                         | Cairns, Australia                          |       |
| 100 m                  | 10.7 (ht) | Danny Fredrick                                    | 5 aprile 2002   |                         | Kolonia, Stati Federati di Micronesia      |       |
| 200 m                  | 21.65 (+1.4 m/s) | John Howard                                       | 27 giugno 2003  | Giochi del Sud Pacifico | Apia, Samoa                                |       |
| 400 m                  | 50.22 | Jack Howard                                       | 25 luglio 2002  | Giochi della Micronesia | Kolonia, Stati Federati di Micronesia      |       |
| 400 m                  | 50.1 (ht) | Jack Howard                                       | 7 dicembre 2002 |                         | Ballarat, Australia                        |       |
| 800 m                  | 2:01.95 | Cornelius Ardos                                   | 25 luglio 2002  | Giochi della Micronesia | Kolonia, Stati Federati di Micronesia      |       |
| 1500 m                 | 4:19.1 | Elías Rodríguez                                   | 11 luglio 1990  |                         | San Antonio, Isole Marianne Settentrionali |       |
| 3000 m                 | 10:17.75 | Keith Daniel Sepety                               | 24 agosto 2000  | Campionati oceaniani    | Adelaide, Australia                        |       |
| 5000 m                 | 16:52.84 | Bentura Rodríguez                                 | 20 agosto 1995  | Giochi del Sud Pacifico | Pirae, Polinesia Francese                  |       |
| 10000 m                | 35:46.1 | Elias Rodriguez                                   | 27 marzo 1994   |                         | Mangilao, Guam                             |       |
| Mezza maratona         | 1:23:08 | Rendius Germinaro                                 | 26 luglio 2002  | Giochi della Micronesia | Kolonia, Stati Federati di Micronesia      |       |
| Maratona               | 2:52:29 | Elías Rodríguez                                   | 14 luglio 1990  |                         | San Antonio, Isole Marianne Settentrionali |       |
| 110 m ostacoli         | 16.00 | Isaac Saimon                                      | 23 luglio 2002  | Giochi della Micronesia | Kolonia, Stati Federati di Micronesia      |       |
| 110 m ostacoli         | 15.7 (ht) | Peter Jackson                                     | 30 agosto 1998  |                         | Tofol, Stati Federati di Micronesia        |       |
| 400 m ostacoli         | 57.36 | Ronny Ifamilik                                    | 23 luglio 2002  | Giochi della Micronesia | Kolonia, Stati Federati di Micronesia      |       |
| 3000 m siepi           | |                                                   |                 |                         |                                            |       |
| Salto in alto          | 1.78 m | Richard Falan                                     | 23 luglio 2001  |                         | Abay, Stati Federati di Micronesia         |       |
| Salto con l'asta       | 3.85 m | Keitani Graham                                    | 10 luglio 2003  |                         | Suva, Figi                                 |       |
| Salto in lungo         | 6.27 m | Henry Edwin                                       | 3 luglio 1969   | Giochi della Micronesia | Saipan, Isole Marianne Settentrionali      |       |
| Salto triplo           | 12.68 m | Estephan Dadius                                   | 26 luglio 2001  |                         | Abay, Stati Federati di Micronesia         |       |
| Getto del peso         | 12.68 m | Rams Ramngen                                      | 26 luglio 2001  |                         | Abay, Stati Federati di Micronesia         |       |
| Lancio del disco       | 38.15 m | Clayton Maliuweligiye                             | 4 agosto 2010   |                         | Koror, Palau                               |       |
| Lancio del martello    | 23.76 m | James Cook Siugpiyemal                            | 28 giugno 2006  | Giochi della Micronesia | Susupe, Isole Marianne Settentrionali      |       |
| Lancio del giavellotto | 56.94 m | Clayton Maliuweligiye                             | 26 aprile 2003  |                         | Koror, Palau                               |       |
| Lancio del giavellotto | 56.94 m | Clayton Maliuweligiye                             | 14 giugno 2003  |                         | Santa Rita, Guam                           |       |
| Decathlon              | 4871 pts | Keitani Graham                                    | 8–9 luglio 2003 |                         | Suva, Figi                                 |       |
| Decathlon              | 12.69 (100 m), 4.88 m (salto in lungo), 10.78 m (getto del peso), 1.57 m (salto in alto), 56.92 (400 m) / 19.79 (110 m ostacoli), 33.07 m (disco), 3.80 m (salto con l'asta), 45.15 m (giavellotto), 5:06.85 (1500 m) |                                                   |                 |                         |                                            |       |
| Marcia 20 km (strada)  | |                                                   |                 |                         |                                            |       |
| Marcia 50 km (strada)  | |                                                   |                 |                         |                                            |       |
| Staffetta 4×100 metri  | 42.12 | John Howard P. Rudolph Keitani Graham Jack Howard | 12 luglio 2003  |                         | Suva, Figi                                 |       |
| Staffetta 4×200 metri  | ? | Oliver Kilafwa Jacob Gifford                      | 30 agosto 1996  |                         | Tofol, Stati Federati di Micronesia        |       |
| Staffetta 4×400 metri  | 3:25.49 | Jack Howard John Howard Keitani Graham P. Rudolph | 26 luglio 2002  | Giochi della Micronesia | Kolonia, Stati Federati di Micronesia      |       |

### Femminili
| Evento                                                                                                  | Record      | Atleta                                        | Data             | Manifestazione          | Luogo                                      | Ref |
| --- | ----------- | --------------------------------------------- | ---------------- | ----------------------- | ------------------------------------------ | --- |
| 100 m                                                                                                   | 13.09       | Rita Epina                                    | 29 novembre 1996 | Campionati oceaniani    | Townsville, Australia                      |     |
| 200 m                                                                                                   | 27.44       | Angie Nedelec                                 | 24 luglio 2002   | Giochi della Micronesia | Kolonia, Stati Federati Micronesia         |     |
| 400 m                                                                                                   | 1:04.41     | Adiriana Jack                                 | 5 agosto 1975    |                         | Tumon, Guam                                |     |
| 800 m                                                                                                   | 2:34.64     | Adiriana Jack                                 | 4 agosto 1975    |                         | Tumon, Guam                                |     |
| 1500 m                                                                                                  | 5:26.15     | Jaceleen Pluhs                                | 26 luglio 2002   | Giochi della Micronesia | Kolonia, Stati Federati di Micronesia      |     |
| 3000 m                                                                                                  | 11:52.84    | Atrian Ladore                                 | 24 luglio 2002   | Giochi della Micronesia | Kolonia, Stati Federati di Micronesia      |     |
| 5000 m                                                                                                  | 21:52.2     | Monie Wesner                                  | 12 luglio 1990   | Giochi della Micronesia | San Antonio, Isole Marianne Settentrionali |     |
| 10000 m                                                                                                 | 48:10.03    | Belinda Renmog                                | 4 giugno 1999    |                         | Santa Rita, Guam                           |     |
| Maratona                                                                                                |             |                                               |                  |                         |                                            |     |
| 100 m ostacoli                                                                                          | 20.29       | Maclein Miguel                                | 24 luglio 2001   |                         | Abay, Stati Federati di Micronesia         |     |
| 400 m ostacoli                                                                                          | 1:18.47     | Mihner Wendolin                               | 25 luglio 2001   |                         | Abay, Stati Federati di Micronesia         |     |
| 3000 m siepi                                                                                            |             |                                               |                  |                         |                                            |     |
| Salto in alto                                                                                           | 1.36 m      | Jessica Rablung                               | 23 luglio 2001   |                         | Abay, Stati Federati di Micronesia         |     |
| Salto con l'asta                                                                                        |             |                                               |                  |                         |                                            |     |
| Salto in lungo                                                                                          | 4.82 m      | Angie Nedelec                                 | 26 luglio 2002   | Giochi della Micronesia | Kolonia, Stati Federati di Micronesia      |     |
| Salto triplo                                                                                            | 9.86 m      | Angie Nedelec                                 | 8 giugno 1999    |                         | Santa Rita, Guam                           |     |
| Getto del peso                                                                                          | 11.45 m     | Scalasmara Fathaangin                         | 24 luglio 2001   |                         | Abay, Stati Federati di Micronesia         |     |
| Lancio del disco                                                                                        | 31.59 m     | Scalasmara Fathaangin                         | 12 dicembre 2001 | Giochi del Sud Pacifico | Middlegate, Norfolk Island                 |     |
| Lancio del martello                                                                                     |             |                                               |                  |                         |                                            |     |
| Lancio del giavellotto                                                                                  | 37.46 m     | Scalasmara Fathaangin                         | 26 luglio 2001   |                         | Abay, Stati Federati di Micronesia         |     |
| Eptathlon                                                                                               |             |                                               |                  |                         |                                            |     |
| (100 m ostacoli), (salto in alto), (getto del peso), (200 m) / (salto in lungo), (giavellotto), (800 m) |             |                                               |                  |                         |                                            |     |
| Marcia 20 km (strada)                                                                                   |             |                                               |                  |                         |                                            |     |
| Staffetta 4×100 metri                                                                                   | 52.23       | Regina Shotaro T. Sam K. Kapier Angie Nedelec | 26 luglio 2002   | Giochi della Micronesia | Kolonia, Stati Federati di Micronesia      |     |
| Staffetta 4×200 metri                                                                                   | 2:00.7 (ht) | Kilafwakun Salik Asher Kingsley               | 30 agosto 1996   |                         | Tofol, Stati Federati di Micronesia        |     |
| Staffetta 4×400 metri                                                                                   | 4:30.89     | A. Finas Maria Ikelap V. Raynold S. Rimen     | 28 giugno 2006   | Giochi della Micronesia | Susupe, Isole Marianne Settentrionali      |     |

## Indoor

### Maschili
| Evento | Record | Atleta         | Data            | Manifestazione  | Luogo               | Ref   |
| --- | ------ | -------------- | --------------- | --------------- | ------------------- | ----- |
| 60 m | 7.02   | Jack Howard    | 5 marzo 2004    | Mondiali indoor | Budapest, Ungheria  | [ 2 ] |
| 200 m |        |                |                 |                 |                     |       |
| 400 m |        |                |                 |                 |                     |       |
| 800 m |        |                |                 |                 |                     |       |
| 1500 m |        |                |                 |                 |                     |       |
| 3000 m |        |                |                 |                 |                     |       |
| 60 m ostacoli                                                                                               |        |                |                 |                 |                     |       |
| Salto in alto                                                                                               |        |                |                 |                 |                     |       |
| Salto con l'asta                                                                                            | 3.96 m | Keitani Graham | 12 gennaio 2002 |                 | Boston, Stati Uniti |       |
| Salto in lungo                                                                                              |        |                |                 |                 |                     |       |
| Salto triplo                                                                                                |        |                |                 |                 |                     |       |
| Getto del peso                                                                                              |        |                |                 |                 |                     |       |
| Eptathlon                                                                                                   |        |                |                 |                 |                     |       |
| (60 m), (salto in lungo), (getto del peso), (salto in alto) / (60 m ostacoli), (salto con l'asta), (1000 m) |        |                |                 |                 |                     |       |
| Marcia 5000 metri                                                                                           |        |                |                 |                 |                     |       |
| Staffetta 4×400 metri                                                                                       |        |                |                 |                 |                     |       |

### Femminili
| Evento                                                                        | Record | Atleta | Data | Manifestazione | Luogo | Ref |
| ----------------------------------------------------------------------------- | ------ | ------ | ---- | -------------- | ----- | --- |
| 60 m                                                                          |        |        |      |                |       |     |
| 200 m                                                                         |        |        |      |                |       |     |
| 400 m                                                                         |        |        |      |                |       |     |
| 800 m                                                                         |        |        |      |                |       |     |
| 1500 m                                                                        |        |        |      |                |       |     |
| 3000 m                                                                        |        |        |      |                |       |     |
| 60 m ostacoli                                                                 |        |        |      |                |       |     |
| Salto in alto                                                                 |        |        |      |                |       |     |
| Salto con l'asta                                                              |        |        |      |                |       |     |
| Salto in lungo                                                                |        |        |      |                |       |     |
| Salto triplo                                                                  |        |        |      |                |       |     |
| Getto del peso                                                                |        |        |      |                |       |     |
| Pentathlon                                                                    |        |        |      |                |       |     |
| (60 m ostacoli), (salto in alto), (getto del peso), (salto in lungo), (800 m) |        |        |      |                |       |     |
| Marcia 3000 metri                                                             |        |        |      |                |       |     |
| Staffetta 4×400 metri                                                         |        |        |      |                |       |     |